# Tarsistes
Tarsistes is een monotypisch geslacht van kraakbeenvissen uit de familie van de vioolroggen (Rhinobatidae).

## Soort
- Tarsistes philippii Jordan, 1919